# Татаупа колумбійський
Татаупа колумбійський (Crypturellus casiquiare) — вид птахів родини тинамових (Tinamidae).

## Поширення
Вид поширений на сході Колумбії, півдні Венесуели та північному сході Перу. Мешкає в тропічних і субтропічних низинних лісах на висоті до 200 метрів над рівнем моря.

## Опис
Птах завдовжки 25 см. Він жовтувато-коричневого забарвлення з чорними смугами, зі злегка білястими грудьми, головою каштанового кольору. Ноги оливково-зелені. Самиці мають блідіший колір на спині.

## Спосіб життя
Харчується переважно плодами, які збирає на землі та в низьких кущах. Він також харчується дрібними безхребетними, квітковими бруньками, молодим листям, насінням та корінням. Гніздо облаштовує на землі серед густої рослинності. Самці відповідають за інкубацію яєць, які можуть бути від кількох самиць. Також самці доглядають за пташенятами доки вони не стануть самостійними, зазвичай на 2-3 тижні.